# Championnats d'Europe de triathlon 1992
Navigation
Édition précédente Édition suivante
Les championnats d'Europe de triathlon 1992 sont la huitième édition des championnats d'Europe de triathlon, une compétition internationale de triathlon sous l'égide de la fédération européenne de ce sport. L'épreuve est constituée de 1 500 mètres de natation, 40 kilomètres de vélo puis 10 kilomètres de course à pied.
Cette édition se tient dans la ville belge de Lommel et elle est remportée par le Britannique Spencer Smith chez les hommes et par l'Allemande Sonja Krolik chez les femmes.

## Palmarès

### Hommes
| Rang               | Triathlète           | Temps           |
| ------------------ | -------------------- | --------------- |
| Médaille d'or      | Spencer Smith        | 1 h 48 min 37 s |
| Médaille d'argent  | Simon Lessing        | 1 h 49 min 5 s  |
| Médaille de bronze | Glenn Cook           | 1 h 49 min 15 s |
| 4                  | Remy Rampteau        | 1 h 49 min 36 s |
| 5                  | Rainer Müller-Hörner | 1 h 49 min 50 s |
| 6                  | Thomas Hellriegel    | 1 h 50 min 2 s  |
| 7                  | Luc Van Lierde       | 1 h 50 min 15 s |
| 8                  | Ralf Eggert          | 1 h 50 min 47 s |
| 9                  | Holger Lorenz        | 1 h 50 min 51 s |
| 10                 | Danny Simons         | 1 h 50 min 57 s |

### Femmes
| Rang               | Triathlète                 | Temps          |
| ------------------ | -------------------------- | -------------- |
| Médaille d'or      | Sonja Krolik               | 2 h 2 min 47 s |
| Médaille d'argent  | Lone Larsen                | 2 h 3 min 43 s |
| Médaille de bronze | Ute Schäfer                | 2 h 4 min 8 s  |
| 4                  | Catherine Davis            | 2 h 4 min 38 s |
| 5                  | Isabelle Mouthon-Michellys | 2 h 4 min 47 s |
| 6                  | Anette Pedersen            | 2 h 5 min 6 s  |
| 7                  | Jeasnnine De Ruysscher     | 2 h 5 min 55 s |
| 8                  | Suzanne Nielsen            | 2 h 6 min 7 s  |
| 9                  | Franziska Lilienfein       | 2 h 6 min 15 s |
| 10                 | Sophie Delemer             | 2 h 8 min 6 s  |